# Vision périphérique
 (août 2021).
Si vous disposez d'ouvrages ou d'articles de référence ou si vous connaissez des sites web de qualité traitant du thème abordé ici, merci de compléter l'article en donnant les références utiles à sa vérifiabilité et en les liant à la section « Notes et références ».
La vision périphérique est une partie importante de la vision humaine. Contrairement à la vision fovéale dans laquelle l’œil s’arrête pendant 0,2 à 0,4 s sur un point de fixation pour obtenir des détails à haute résolution, la vision périphérique livre des impressions globales, comprimées et déformées du champ de vision total.
En s'éloignant de l'axe de la vision la concentration de cônes décroît progressivement. Plus on s'en éloigne, plus une aire doit être grande pour qu'on en perçoive la couleur.
La vision périphérique concerne principalement des groupements de bâtonnets. Elle permet la perception rapide de mouvements, de jour comme de nuit nuit. Sa capacité de détecter des mouvements augmente vers la périphérie extrême.
La vision périphérique donne donc le plus vite possible une impression générale d’une situation visuelle et permet à la vision fovéale une analyse plus détaillée et plus lente.
La vision périphérique couvre plus de 99 % du champ de vision et dispose des 50 % du nerf optique et du cortex visuel.